# Overruling
Overruling (overriding) – unieważnienie precedensu. Zgodnie z zasadą stare decisis Sąd Najwyższy ma prawo do unieważniania precedensów ustanowionych przez sąd apelacyjny oraz swoich własnych wcześniejszych wyroków sądowych. W pewnych wyjątkowych okolicznościach również sąd apelacyjny może unieważnić swój poprzedni precedens. Kwestia ta wygląda nieco odmiennie w Stanach Zjednoczonych. Na skutek unieważnienia, dawny precedens przestaje istnieć, a dokładnie jego ratio decidendi i nie może odtąd stanowić podstawy prawnej dla rozstrzygania późniejszych spraw sądowych. Unieważnienie może być zarówno wyraźne jak i dorozumiane, wyróżnia się jeszcze antycypacyjną postać overruling.